# Ko Takamoro
Ko Takamoro, född 9 november 1907 i Saitama prefektur, Japan, död 26 mars 1995, var en japansk fotbollsspelare.